# Rugby Union in Neuseeland

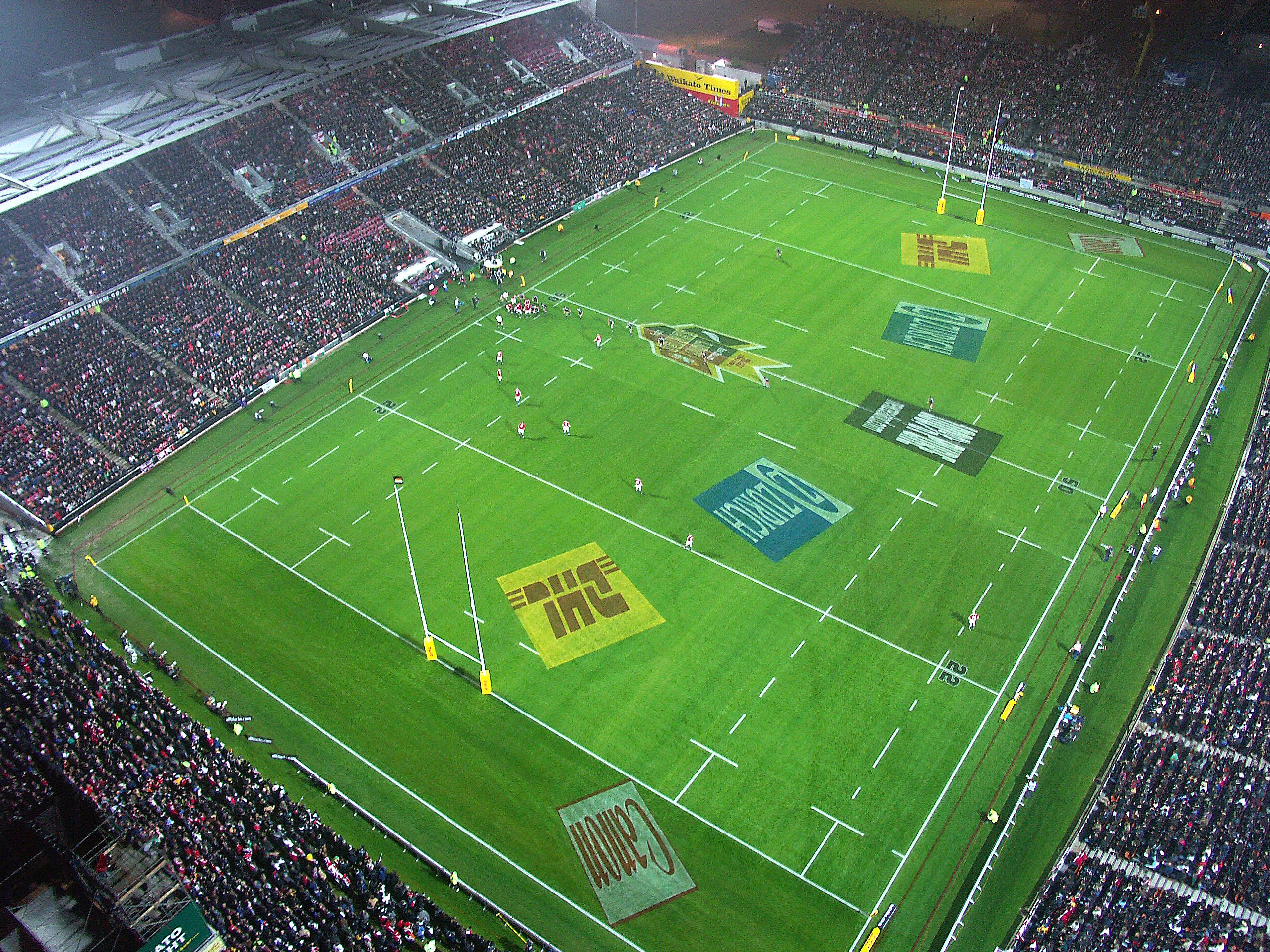
Waikato Stadium in Hamilton

Rugby Union ist der inoffizielle Nationalsport in Neuseeland und ein bedeutender Bestandteil der neuseeländischen Kultur. Die All Blacks genannte Nationalmannschaft steht regelmäßig auf Platz 1 der World-Rugby-Weltrangliste. Die neuseeländischen Rugby-Frauen verteidigten 2006 in Kanada überlegen ihren Titel. Das erste Rugbyspiel in Neuseeland fand im Jahr 1870 statt.
Der verantwortliche Verband ist New Zealand Rugby (NZR). Die nationalen Meisterschaften sind der Mitre 10 Cup für Profis und die Heartland Championship für Amateure. Diesen übergeordnet ist die Liga Super Rugby, in der auch Mannschaften aus Südafrika, Australien, Argentinien und Japan vertreten sind. Neuseeland war 1987 Gastgeber der ersten Weltmeisterschaft und der Weltmeisterschaft 2011.

## Geschichte
Rugby Union wurde in Neuseeland durch Charles John Munro eingeführt, dem Sohn von David Munro, dem damaligen Speaker des neuseeländischen Repräsentantenhauses. Er hatte das Spiel kennengelernt, als er Schüler des Christ's College Finchley in London war. Nach seiner Rückkehr nach Neuseeland führte er es im College von Nelson ein. Am 14. April 1870 fand im Botanic Reserve das erste neuseeländische Rugbyspiel zwischen dem Nelson College und dem Nelson Football Club statt. Ein Besuch Munros in Wellington führte zur ersten organisierten Begegnung zwischen Nelson und Wellington. Das Spiel verbreitete sich rasch in andere Regionen. Mitte der 1870er Jahre wurde Rugby bereits in einer Mehrheit der Regionen der Kolonie gespielt. 1875 entstand die erste Auswahlmannschaft, eine Abordnung von Vereinen aus Auckland, die eine Tour auf der Südinsel unternahm.
Ab 1879 begannen sich feste Strukturen zu bilden, mit der Gründung von Regionalverbänden (z. B. in Canterbury und Auckland). 1882 war die erste ausländische Mannschaft zu Gast in Neuseeland, eine Auswahl aus New South Wales, die Spiele auf beiden Hauptinseln absolvierte. Zwei Jahre später erfolgte der Gegenbesuch einer neuseeländischen Auswahl; die Spieler trugen blaue Trikots mit einem goldenen Farn. 1888 fand die allererste Tour der Mannschaft der Britischen Inseln statt und führte sie nach Australien und Neuseeland. 1888 und 1889 waren die New Zealand Natives, eine von Privatleuten gesponserte, inoffizielle und fast ausschließlich aus Māori zusammengesetzte Mannschaft, die erste Auswahl aus einer britischen Kolonie, die in Großbritannien Spiele austrug. 1892 wurde der gesamtneuseeländische Verband New Zealand Rugby Football Union (NZRFU) gegründet. Die erste von der NZRFU offiziell sanktionierte Tour folgte 1893, sie umfasste zehn Spiele in Australien.

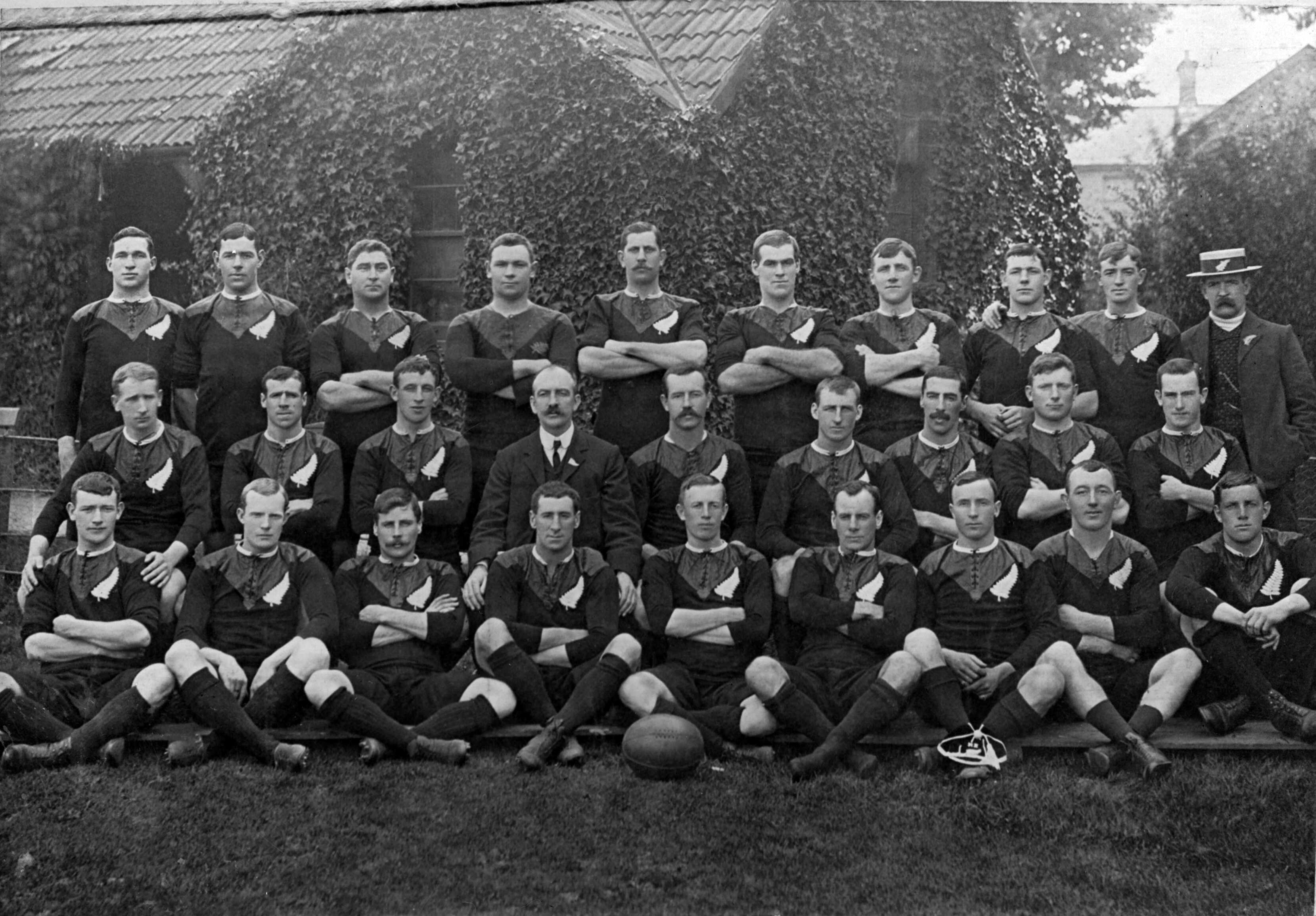
Die „Original All Blacks“ im Jahr 1905

1902 stiftete Uchter Knox, 5. Earl of Ranfurly, Generalgouverneur von Neuseeland, eine Trophäe, die später den Namen Ranfurly Shield erhielt und heute die prestigeträchtigste Trophäe des Landes überhaupt ist. Zwischen September 1905 und Februar 1906 tourte eine neuseeländische Auswahl, die als Original All Blacks berühmt wurde, durch das Vereinigte Königreich, Frankreich und Kalifornien. Sie absolvierte 35 Spiele, darunter fünf Länderspiele. 34 Mal gingen die Neuseeländer als Sieger vom Platz, nur gegen Wales gab es eine knappe Niederlage.
Während ihres Siegeszuges nahmen die Neuseeländer Notiz von der Variante Rugby League (13er-Rugby), die erst zehn Jahre zuvor entstanden war und hauptsächlich im Norden Englands gespielt wurde. Einer der Spieler, George William Smith, traf auf der Heimreise den Geschäftsmann James J. Giltinan aus Sydney und erörterte mit diesem die Möglichkeiten dieser Rugby-Variante. Der Neuseeländer Albert Henry Baskervill hatte in einem Magazin von diesem Spiel erfahren und nahm mit dem englischen Rugby-League-Verband Kontakt auf, um eine Tour nach Neuseeland zu organisieren. Die NZRFU erfuhr von diesem Vorhaben und übte großen Druck auf Spieler und Offizielle aus. Trotz des starken Widerstandes kam eine neuseeländische Mannschaft zustande, die als Anspielung auf die nicht vorhandene Bezahlung der All Blacks als „All Golds“ bezeichnet wurde. Allerdings erreichte Rugby League in Neuseeland nicht einmal annähernd die gleiche Bedeutung wie Rugby Union.
In den ersten Jahrzehnten galt der neuseeländische Spielstil als ziemlich grob, erst ab den 1930er Jahren wurde mehr Wert auf Technik und Taktik gelegt. Die Tour der All Blacks nach Südafrika im Jahr 1940 war eine der ersten Sportereignisse, die aufgrund des Zweiten Weltkrieges abgesagt werden mussten. Auch waren die meisten nationalen Wettbewerbe suspendiert. Rugby wurde allerdings von den Angehörigen des Militärs gespielt, die sich während des Afrikafeldzugs in Kampfpausen mit den südafrikanischen Alliierten maßen. 1949 erfolgte der Beitritt zum Weltverband International Rugby Board (heute World Rugby).
1976 fand die erste Saison der National Provincial Championship statt (2006 durch den Mitre 10 Cup und die Heartland Championship abgelöst). Zu Beginn bestand die erste Division aus sieben Mannschaften von der Nordinsel und vier von der Südinsel. Die übrigen Provinzmannschaften beteiligten sich an einer zweiten Division, die in eine Nord- und eine Südgruppe unterteilt war. Besondere Relegationsregeln sorgten dafür, dass die Anzahl der Mannschaften aus Nord und Süd in der ersten Division immer gleich blieb.
Aufgrund der Apartheid-Politik Südafrikas weigerten sich zahlreiche Māori-Spieler, dort zu spielen. Durch öffentliche Proteste und politischen Druck wurde versucht, die NZRFU dazu zu bewegen, entweder überhaupt keine Māori zu nominieren oder ganz auf Spiele in Südafrika zu verzichten. Premierminister Robert Muldoon gab den All Blacks schließlich die „Erlaubnis“, Spiele in Südafrika auszutragen. Dieser kontroverse Entscheid führte zu einem Protest zahlreicher afrikanischer Staaten, die den Ausschluss Neuseelands von den Olympischen Sommerspielen 1976 forderten. Als das Internationale Olympische Komitee nicht darauf einging (mit der Begründung, Rugby sei keine olympische Sportart), blieben diese Staaten den Spielen fern.
Die Springbok-Tour von 1981 ist die wohl umstrittenste der Rugby-Geschichte überhaupt. Von Juli bis September trugen die Springboks (die Nationalmannschaft Südafrikas) mehrere Spiele in Neuseeland aus. Doch schon lange vorher war die Tour stark umstritten. Viele verurteilten sie als Unterstützung der weißen Herrschaft in Südafrika, während andere auf die angespannten Beziehungen im eigenen Land (insbesondere zu den Māori) hinwiesen. Premierminister Muldoon vertrat den Standpunkt, die Politik dürfe sich nicht in den Sport einmischen. Die Spiele waren gut besucht, doch in zahlreichen Städten gab es zum Teil heftige Protestkundgebungen. In Hamilton rissen 350 Demonstranten die Abschrankungen nieder und stürmten das Spielfeld, in Wellington ereigneten sich Straßenschlachten und während des letzten Spiels in Auckland wurden von einem tief fliegenden Flugzeug aus Mehlsäcke und Rauchgranaten auf das Spielfeld abgeworfen. Das Oberste Gericht verbot 1985 eine Tour der All Blacks nach Südafrika.

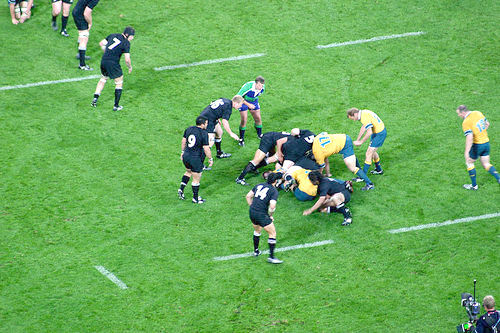
Ein Spiel der All Blacks gegen Australien

1987 schrieb der NZRFU einen Brief an den International Rugby Football Board (heute World Rugby) und schlug die Durchführung einer Weltmeisterschaft vor. Die Australian Rugby Union, der australische Verband, hatte unabhängig davon ebenfalls diese Idee unterbreitet, und so wurde die Rugby-Union-Weltmeisterschaft 1987 an Neuseeland und Australien vergeben. Die All Blacks stießen bis ins Finale vor, schlugen Frankreich und wurden die ersten Weltmeister überhaupt.
Während der 1980er Jahre hatten neuseeländische Provinzmannschaften zusammen mit Mannschaften aus Australien und Fidschi an der Südpazifischen Meisterschaft teilgenommen. Dieser Wettbewerb wurde 1992 unter dem Namen Super Six neu lanciert und später zu Super 10 erweitert. Nach der Professionalisierung von Rugby Union Mitte der 1990er Jahre bildeten die Verbände Neuseelands, Australiens und Südafrikas das Konsortium SANZAR, das den Wettbewerb Super 12 ins Leben rief (seit 2011 Super Rugby); seit dem Beitritt Argentiniens firmiert das Konsortium als SANZAAR. SANZAR legte 1996 auch den Grundstein für den Wettbewerb Tri Nations, seit 2012 The Rugby Championship. Ursprünglich war Neuseeland als Co-Gastgeber der Weltmeisterschaft 2003 vorgesehen, doch nach Meinungsverschiedenheiten mit dem Weltverband wurde Australien als alleiniges Austragungsland bestimmt. 2006 setzte sich Neuseeland gegen Japan durch und erhielt den Zuschlag für die Ausrichtung der Weltmeisterschaft 2011.

## Beliebtheit
In Neuseeland gibt es derzeit rund 156.000 lizenzierte Spieler (entspricht ca. 3,5 % der Gesamtbevölkerung) und 520 Vereine. Eine 2001 durchgeführte Untersuchung ergab, dass 14 % aller Jugendlichen im Alter von 5 bis 17 Jahren und 6 % aller Erwachsenen regelmäßig Rugby Union ausüben. Den höchsten Anteil jugendlicher Spieler verzeichneten die Regionen Otago & Southland (19 %), Northland (17 %) und Waikato (17 %). Unter der männlichen Bevölkerung hat Rugby Union sowohl bei den Aktiven als auch bei den Zuschauern den höchsten Anteil, bei Frauen jedoch liegt dieser Sport erst an sechster Stelle. Ein Grund für die weite Verbreitung von Rugby Union ist die Tatsache, dass es ein „klassenloses“ Spiel ist, welches sämtliche Bevölkerungsschichten gleichermaßen anspricht.
Rugby Union ist der inoffizielle Nationalsport Neuseelands. Zu Kolonialzeiten diente er zur Aufrechterhaltung der Loyalität der Auswanderer gegenüber der britischen Monarchie. Die Tour der „New Zealand Natives“ von 1888/89 machte deutlich, dass Neuseeland mit anderen Ländern mithalten konnte, was beispielsweise beim Cricket überhaupt nicht der Fall war. Die höchst erfolgreiche Tour der „Original All Blacks“ von 1905/06 legte die Grundlage für den neuseeländischen Nationalstolz.
Schon sehr früh gewann Rugby Union bei den Māori viele Anhänger, da dieser Sport ihren physischen Fähigkeiten entgegenkam. 1872 war Wirihana der erste Ureinwohner, der nachweislich in einem Rugbyspiel eingesetzt wurde, in einer Begegnung zwischen Provinz und Stadt Wanganui. Zwar entstanden einige Vereine nur mit Māori wie z. B. Kiri Kiri in Thames, doch gemischte Mannschaften waren schon früh weitaus häufiger. Untrennbar mit der neuseeländischen Nationalmannschaft verbunden ist der Kriegstanz Haka, der vor Beginn jedes Länderspiels aufgeführt wird.

## Nationalmannschaften
Die All Blacks sind die berühmteste und eine der erfolgreichsten Mannschaften in der Geschichte des internationalen Rugby. Sie gewann bereits dreimal die Weltmeisterschaft (1987, 2011 und 2015), was bisher nur von Südafrika ebenfalls erreicht wurde. Das erste Spiel der All Blacks fand am 15. August 1903 in Sydney gegen Australien statt und endete 22:3 für die Neuseeländer. Bedeutende Rugby-Nationen wie Irland, Italien, Japan und Schottland warten bis heute auf ihren ersten Sieg.
Die Junior All Blacks sind nicht etwa eine Juniorenauswahl, sondern die zweite offizielle Nationalmannschaft nach den All Blacks. Sie nehmen am Pacific Nations Cup teil. Die Māori All Blacks sind eine Auswahl, die gegen Mannschaften antritt, die in Neuseeland zu Gast sind. Um in diese Mannschaft aufgenommen werden zu können, muss ein Spieler mindestens zu 1/16 von den Māori abstammen (d. h. mindestens ein Ur-Ur-Großelternteil).
Die Mannschaft Heartland XV, ursprünglich als New Zealand Divisional XV bezeichnet, wurde 2006 neu ins Leben gerufen und besteht ausschließlich aus Spielern, die während der vorherigen Saison in der Amateurliga Heartland Championship gespielt haben. Es handelt sich also praktisch um eine Amateur-Nationalmannschaft. Als Black Ferns (schwarze Farne) wird die Frauen-Nationalmannschaft bezeichnet. Sie hat vier der sechs bisher ausgetragenen Frauen-Weltmeisterschaften gewonnen. New Zealand Sevens ist die Nationalmannschaft im Siebener-Rugby. Sie nimmt an den World Rugby Sevens World Series, den Siebener-Rugby-Weltmeisterschaften, den Commonwealth Games und den Olympischen Sommerspielen teil.

## Nationale Wettbewerbe

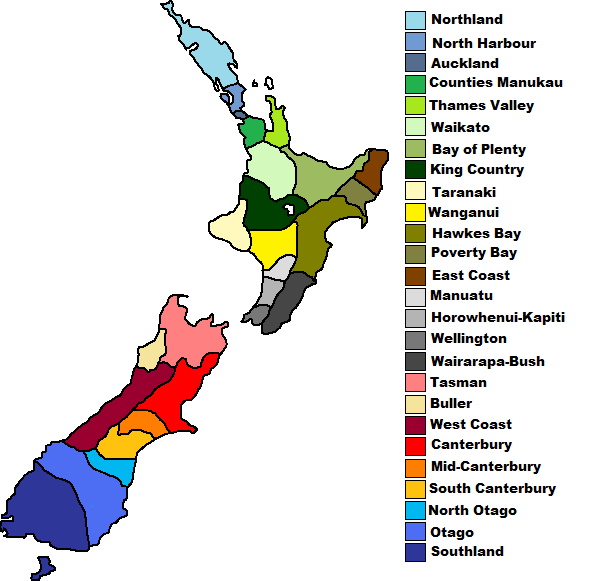
Karte der Regionalverbände und deren Mannschaften

Im Jahr 2006 wurde der Air New Zealand Cup ins Leben gerufen. Es handelt sich hierbei um den wichtigsten nationalen Wettbewerb des neuseeländischen Rugbys. An dieser professionellen Meisterschaft, der Nachfolgerin der Division 1 der ehemaligen National Provincial Championship (NPC), nehmen 14 Provinzmannschaften teil. Ebenfalls 2006 entstand die Heartland Championship, eine Amateurmeisterschaft mit den restlichen zwölf Provinzmannschaften des Landes. Dort wird auch der Hanan Shield zwischen den Provinzen North Otago, South Canterbury sowie Mid Canterbury ausgetragen. Darüber hinaus organisiert jede Provinz, die im Mitre 10 Cup und in der Heartland Championship vertreten ist, eigene regionale Vereinsmeisterschaften.
Die prestigeträchtigste Trophäe ist der Ranfurly Shield, der erstmals 1904 vergeben wurde. Der Wettbewerb basiert bis heute auf einem Herausforderungssystem anstatt eines Liga- oder K.-o.-Systems, wie es in anderen Sportarten üblich ist. Die Provinz, die den Shield hält, muss ihn in Herausforderungsspielen so lange verteidigen, bis eine andere Provinz gewinnt und neuer Inhaber der Trophäe wird.

## Internationale Wettbewerbe
Super Rugby ist eine internationale Meisterschaft mit Provinzmannschaften aus Neuseeland, Argentinien, Australien und Südafrika. Sie wurde 1996 nach der Professionalisierung des Sports von SANZAR unter der Bezeichnung Super 12 ins Leben gerufen. Derzeit nehmen je fünf neuseeländische und südafrikanische sowie vier australische Mannschaften teil. Jede Mannschaft spielt einmal gegen alle übrigen, daraufhin wird der Sieger in einem Halbfinale und einem Endspiel ermittelt. Die Vertreter Neuseelands sind Blues, Crusaders, Hurricanes, Chiefs und Highlanders.
The Rugby Championship ist ein jährlich ausgetragener Wettbewerb zwischen den vier stärksten Rugby-Nationalmannschaften der Südhalbkugel, Argentinien, Australien, Neuseeland und Südafrika. Jede Mannschaft spielt je dreimal gegen die beiden anderen; in den Jahren einer Weltmeisterschaft wird das Turnier hingegen verkürzt ausgetragen und jede Mannschaft bestreitet nur ein Spiel gegen jede andere. Seit der Einführung im Jahr 1996 haben die Neuseeländer diesen Wettbewerb dominiert, Südafrika und Australien konnten ihn bisher erst je viermal gewinnen; Argentinien dagegen noch nicht.
Der Bledisloe Cup ist ein Abbild der Rivalität zwischen Australien und Neuseeland und fand erstmals 1932 statt. Bis und mit 1981 wurde er in unregelmäßigen Abständen durchgeführt, seither jedes Jahr und seit 1996 im Rahmen von Tri Nations bzw. The Rugby Championship. Bis 2006 hat Neuseeland diesen Wettbewerb 48 Mal gewonnen, Australien 12 Mal, sieben Mal gab es ein Unentschieden. Ebenfalls ein Teil von The Rugby Championship ist der Wettstreit mit Südafrika um den Freedom Cup. Außerdem spielt Neuseeland gegen Frankreich um die Dave Gallaher Trophy und gegen England um den Hillary Shield.
2006 fand erstmals der Pacific Nations Cup statt. An diesem Wettbewerb nehmen fünf Mannschaften aus dem pazifischen Raum teil. Es sind dies die Junior All Blacks sowie die Nationalmannschaften von Fidschi, Japan, Samoa und Tonga.
Der Churchill Cup ist ein Wettbewerb für Männer und Frauen, der 2003 ins Leben gerufen wurde, um Rugby Union in Kanada und in den USA zu fördern und um neue Spieler an die englische Nationalmannschaft heranzuführen. 2004 wurde erstmals Neuseeland eingeladen, vertreten durch die Auswahl Māori All Blacks und die Black Ferns.